# A. Bernecker Verlag
Der A. Bernecker Verlag mit Sitz in Melsungen wurde im Jahre 1869 von August Bernecker gegründet und erregte erstmals Aufmerksamkeit mit der Herausgabe der Wochenzeitung „Melsunger Wochenblatt“. Heute besteht das immer noch als Familienunternehmen geführte mittelständische Verlagshaus aus den Bereichen Druckerei und Verlag.

## Geschichte

### Gründungsjahre und das „Melsunger Wochenblatt“ (1869–1983)
1869 gründete der Ostpreuße August Bernecker im Landkreis Melsungen das Druck- und Verlagshaus Bernecker. Anfang desselben Jahres, am 13. Januar 1869, gab der Verlag erstmals das damals noch mit Handdruckpresse gedruckte „Melsunger Wochenblatt“ mit einer Auflage von 200 Exemplaren heraus. Die Wochenzeitung war das erste regelmäßig erscheinende Nachrichtenblatt in der deutschen Kleinstadt Melsungen.
1903 trat Konrad Bernecker, der Sohn von Gründer August Bernecker, in das Unternehmen ein. Unter seiner Leitung wurde im Jahre 1916 das „Melsunger Wochenblatt“ zum „Melsunger Tageblatt“ und erschien von diesem Zeitpunkt an täglich. Zum Verlag gehörte auch die in der Kasselerstraße befindliche Verlagsbuchhandlung. In dem im Jahr 1920 von Konrad Bernecker gegründeten Heimat SchollenVerlag entstand eine rege verlegerische Tätigkeit auf heimatkundlichem Gebiet. Heinrich Ruppel, Ernst Metz, waren die in der Region bis heute bekanntesten Autoren des Verlags. Die Chronik „Handbuch des Kreises Melsungen“ erschien ab 1920. 1924 übernahm Konrad Bernecker den Verlag Wilhelm Hopf in Melsungen.
Während des Ersten und Zweiten Weltkriegs konnten sowohl die Zeitung, als auch das Verlagshaus selbst trotz wirtschaftlicher Schwierigkeiten bestehen. Der eigentliche Firmenerbe Helmut Bernecker fiel am 28. November 1942 in Stalingrad. Die für Karsamstag 1945 geplante Ausgabe des Melsunger Tageblatts konnte wegen Strommangel nicht mehr gedruckt werden. Am 1. September 1949 erschien die Heimatzeitung erstmals wieder nach dem Krieg.

### Das „Melsunger Tageblatt“ und die Nachkriegsjahre (1947–1984)
Im Oktober 1947 trat die Buchhändlerin Angela Fischer, die Enkelin von Konrad Bernecker, in die Firma ein, bevor sie das Unternehmen im Jahre 1965 mit ihrem Ehemann Otto Fischer komplett übernahm. Die Produktion des Melsunger Tageblatts wurde am 12. Februar 1970 eingestellt und der Verlag widmete sich von da an anderen Aufgaben, die vor allem in der Publikation von Lernhilfen, Zeitschriften und im technischen Druckereigewerbe lagen.

### Die Jahre unter Conrad Fischer: 1984 – heute
1984 wurde Conrad Fischer zum Geschäftsführer ernannt und führt bis heute in der fünften Generation der Bernecker-Familie das Unternehmen weiter. 1991 entstand unter seiner Leitung die MediaWare Gesellschaft für Kommunikationslösungen mbH. Der Bernecker Verlag wurde ein Jahr später zur selbstständigen GmbH, zum Jahrtausendwechsel wird die MediaWare eine kleine Aktiengesellschaft. Im Jahre 1993 erschien im Verlagshaus erstmals das neue Wochenblatt „Heimat Nachrichten“. Einige Jahre war Günter Schabowski hier als leitender Redakteur beschäftigt.
1999 nahm der Familienkonzern erstmals an der IT-Messe CeBIT teil und Conrad Fischer präsentierte dort sein Pionier-Projekt „Webprint: Drucken via Internet“.
2001 wurde die Wochenzeitung »Heimat Nachrichten« verkauft. Zum Jahreswechsel von 2013 auf 2014 wurde im Hause Bernecker die weltweit erste Druckmaschine mit kameragestützter Qualitätsüberwachung in Betrieb genommen.
Heute sind der A. Bernecker Verlag, die Druckerei Bernecker GmbH, die Bernecker MediaWare AG und das Unternehmen Die Pharmadrucker GmbH eigenständige Unternehmen innerhalb der Bernecker-Gruppe.

## Publikationen
Der A. Bernecker Verlag hat Zeitschriften, Zeitungen und Bücher veröffentlicht, die besonders auf die Region Nordhessen und deren Bewohner spezialisiert sind. Außerdem erscheinen im Bernecker Verlag Lernhilfen für Schüler. Bekannt wurden diese in den 1970er und 1980er Jahren unter dem Namen „Die schicke Schiebetafel“. Im Herbst 2017 wurden alle Bernecker Titel von der Universitätsbibliothek Kassel bibliografiert. Ein großer Teil der umfangreichen regionalen Tätigkeit von Konrad Bernecker wurde der Bibliothek vermacht.

### Zeitschriften/Periodika
- FuturePlan Magazine
- Bund+Beruf
- Melsungen lohnt sich
- GVBL
- GVBL 2
- Hessischer Gebirgsbote
- Jérôme
- Vitales Nordhessen

### Bücher (Auswahl)
- Kassel und die Luftfahrtindustrie seit 1923
- 825 Jahre Melsungen
- … bis der Hitler im Moor versank!
- Kassel anders
- Wanderführer Nordhessen
- Internationales Recht/Band I
- Internationales Recht/Band II
- Mediawissen Band 1
- Mediawissen Band 2
- Buxs Kochbuch
- GOLF in der Karikatur
- Bildband Melsungen
- Kasseler Kochbuch der 50er Jahre
- Nordhessen im Bild
- Melsungen in den Zwanziger Jahren
- Fröhliche Herzen
- Burgen und Schlösser im Hessenland
- Rezepte vom heimischen Herd
- Roving Sands
- Melsungen in alten Bildern
- Jahrbuch des Altkreises Melsungen
- 800 Jahre Stadt Melsungen
- Gallione, Gattchen und Gezeiten
- Hoch auf den gelben Wagen
- Ilona sucht eine Heimat
- Rast am Ziel
- … und ich dachte, es geht nur mir so …
- Sommer 1912

### Lernhilfen
- Lernhilfe »Lateinische Grammatik«
- Lernhilfe »Englische Grammatik«
- Lernhilfe »Deutsche Grammatik«
- Lernhilfe »Französische Grammatik«
- Lernhilfe »Mathematik bis Klasse 10«
- Schiebe-Tafel – zur Vorbereitung auf die Radfahrprüfung